# Антимонид серебра(I)
Антимонид серебра(I) — неорганическое соединение
металла серебра и сурьмы с формулой Ag3Sb,
белые кристаллы.

## Получение
- Пропускание стибина через раствор нитрата серебра(I):

{\displaystyle {\mathsf {3AgNO_{3}+SbH_{3}\ {\xrightarrow {}}\ Ag_{3}Sb+3HNO_{3}}}}

## Физические свойства
Антимонид серебра(I) образует белые кристаллы ромбической сингонии, пространственная группа P m2m, параметры ячейки a = 0,2987 нм, b = 0,5238 нм, c = 0,4837 нм, Z = 1.